# Liste des chansons composées par Pierre Papadiamandis pour Eddy Mitchell
Cet article recense les chansons composées par Pierre Papadiamandis pour Eddy Mitchell.
Au cours d'une collaboration commencée en 1966 et qui a perduré depuis cinquante cinq ans, Pierre Papadiamandis a composé pour Eddy Mitchell quelque deux cents chansons.

## Chronologie des chansons

### Les années 1960
- Nota : paroles Claude Moine (sauf indication contraire)
- les auteurs des adaptations italiennes restent à préciser

| Titre                                         | Paroles                         | Durée | Date | Support                                                              |
| --------------------------------------------- | ------------------------------- | ----- | ---- | -------------------------------------------------------------------- |
| Chronique pour l'an 2000                      |                                 |       | 1966 | Super 45 tours                                                       |
| Seul                                          |                                 |       | 1966 | album Seul                                                           |
| J'ai oublié de l'oublier                      |                                 |       | 1966 | album Seul                                                           |
| L'enfant qui m'a vu pleurer                   |                                 |       | 1966 | album Seul                                                           |
| Je ne me retournerai pas                      |                                 |       | 1967 | Super 45 tours                                                       |
| Aïe                                           |                                 |       | 1967 | Super 45 tours                                                       |
| Toi sans moi                                  |                                 |       | 1967 | Super 45 tours                                                       |
| Le Début de la fin                            |                                 |       | 1967 | album De Londres à Memphis                                           |
| Docteur sauvez mon cœur                       |                                 |       | 1967 | album De Londres à Memphis                                           |
| Toute la ville en parle                       |                                 |       | 1967 | album De Londres à Memphis                                           |
| Chacun pour soi                               |                                 |       | 1967 | album De Londres à Memphis                                           |
| Au-delà de mes rêves                          |                                 |       | 1967 | album De Londres à Memphis                                           |
| Sur mon nuage                                 |                                 |       | 1967 | album De Londres à Memphis                                           |
| Mes Promesses                                 |                                 |       | 1967 | album De Londres à Memphis                                           |
| Alice                                         |                                 |       | 1967 | album De Londres à Memphis                                           |
| Je n'aime que toi                             |                                 |       | 1968 | Super 45 tours                                                       |
| J'ai semé le vent                             |                                 |       | 1968 | Super 45 tours                                                       |
| Carla                                         |                                 |       | 1968 | Super 45 tours                                                       |
| Il a suffi d'une fille                        |                                 |       | 1968 | Super 45 tours                                                       |
| Où étais-tu ?                                 |                                 |       | 1968 | Super 45 tours                                                       |
| Ma Première Cigarette                         |                                 |       | 1968 | Super 45 tours                                                       |
| Par qui le scandale arrive                    |                                 |       | 1968 | Super 45 tours                                                       |
| Alice (Alice en italien)                      | ? (adaptation italienne)        |       | 1968 |                                                                      |
| Non Amo Che Te (Je n'aime que toi en italien) | ? (adaptation italienne)        |       | 1968 |                                                                      |
| Aïe !                                         |                                 |       | 1969 | album Olympia 69, (paroles différentes de la version studio de 1967) |
| Seuls les anges ont des ailes                 |                                 |       | 1969 | Super 45 tours                                                       |
| Le diable est là                              |                                 |       | 1969 | Super 45 tours                                                       |
| Charlie Charlie                               |                                 |       | 1969 | Super 45 tours                                                       |
| Mon nom est Moïse                             |                                 |       | 1969 | album Mitchellville                                                  |
| Je tombe de haut                              |                                 |       | 1969 | album Mitchellville                                                  |
| Le Faiseur de pluie                           |                                 |       | 1969 | album Mitchellville                                                  |
| Trois Années d'amour                          | Jean-Michel Rivat, Frank Thomas |       | 1969 | album Mitchellville                                                  |

### Les années 1970
- Nota : nous précisons lorsqu'une musique a été composé en collaboration
- paroles Claude Moine (sauf indication contraire)
- nous précisons lorsqu'une chanson a été écrite en collaboration
- les auteurs des adaptations italiennes restent à préciser

| Titre                                   | Musique                                 | Paroles                   | Durée | Date | Support                             |
| --------------------------------------- | --------------------------------------- | ------------------------- | ----- | ---- | ----------------------------------- |
| Elle part                               |                                         |                           |       | 1970 | Super 45 tours                      |
| Garde bien tes deux mains sur la table  |                                         |                           |       | 1970 | Super 45 tours                      |
| Les Vieux Loups                         |                                         |                           |       | 1970 | 45 tours                            |
| Personne                                |                                         | Claude Moine, Yves Dessca |       | 1970 | 45 tours                            |
| Dodo, métro, boulot                     |                                         | Claude Moine, J. Édouard  |       | 1970 | 45 tours                            |
| À l'ouest d'Eddy                        |                                         |                           |       | 1970 | 45 tours                            |
| Lei Va (Elle part en italien)           |                                         | ? (adaptation italienne)  |       | 1970 |                                     |
| Le Vieil Arbre                          |                                         |                           |       | 1971 | 45 tours                            |
| Ça n'arrive qu'aux vivants              |                                         |                           |       | 1971 | album Rock 'n' Roll                 |
| Le Nouveau Mercenaire                   |                                         |                           |       | 1971 | album Rock 'n' Roll'                |
| Rock and roll star                      |                                         |                           |       | 1971 | album Rock 'n' Roll'                |
| Pauvre immigrant                        |                                         |                           |       | 1971 | album Rock 'n' Roll'                |
| En revenant vers toi                    |                                         |                           |       | 1972 | album Zig-zag                       |
| Stop                                    |                                         |                           |       | 1972 | album Zig-zag                       |
| Je quitte la ville                      |                                         |                           |       | 1972 | album Zig-zag                       |
| C'est facile                            |                                         |                           |       | 1972 | album Zig-zag                       |
| Le village abandonné                    |                                         |                           |       | 1972 | album Dieu bénisse le rock 'n' roll |
| Aladin                                  |                                         |                           |       | 1972 | album Dieu bénisse le rock 'n' roll |
| Oh Louise                               |                                         |                           |       | 1972 | album Dieu bénisse le rock 'n' roll |
| Merci, merci, merci, merci              |                                         |                           |       | 1972 | album Dieu bénisse le rock 'n' roll |
| Soudain l'été                           |                                         |                           |       | 1973 | 45 tours                            |
| Super belle                             |                                         |                           |       | 1973 | 45 tours                            |
| Alice au pays des amours                |                                         |                           |       | 1973 | album Ketchup électrique            |
| Hey taxi hey                            |                                         |                           |       | 1973 | album Ketchup électrique            |
| Le Coup de foudre                       |                                         |                           |       | 1973 | album Ketchup électrique            |
| Fille en bois                           | Pierre Papadiamandis, Bernard Paganotti |                           |       | 1973 | album Ketchup électrique            |
| Pouce                                   | Pierre Papadiamandis, Bernard Paganotti |                           |       | 1973 | album Ketchup électrique            |
| Je ne deviendrai jamais une superstar   |                                         |                           |       | 1974 | album Rocking in Nashville          |
| Je vais craquer bientôt                 |                                         |                           |       | 1975 | album Made in USA                   |
| Comment finir la semaine ?              |                                         |                           |       | 1976 | album Sur la route de Memphis       |
| La Fille du motel                       |                                         |                           |       | 1976 | album Sur la route de Memphis       |
| J'aime, j'aime pas                      |                                         |                           |       | 1976 | album Sur la route de Memphis       |
| C'est ok                                |                                         |                           |       | 1976 | 45 tours                            |
| La Dernière Séance                      |                                         |                           |       | 1977 | album La Dernière Séance            |
| Sens unique                             |                                         |                           |       | 1977 | album La Dernière Séance            |
| L'Amour en Cadillac                     |                                         |                           |       | 1977 | album La Dernière Séance            |
| Le Chanteur du dancing                  |                                         |                           |       | 1977 | album La Dernière Séance            |
| Il ne rentre pas ce soir                |                                         |                           |       | 1978 | album Après minuit                  |
| Le Vieil Indien et le Western Show      |                                         |                           |       | 1978 | album Après minuit                  |
| Je ne suis pas un géant                 |                                         |                           |       | 1978 | album Après minuit                  |
| Les Pattes folles                       |                                         |                           |       | 1978 | album Après minuit                  |
| Un barman                               |                                         |                           |       | 1978 | album Après minuit                  |
| Un petit Mickey                         |                                         |                           |       | 1978 | album Après minuit                  |
| Même les héros                          |                                         |                           |       | 1978 | album Après minuit                  |
| Ne changeons rien                       |                                         |                           |       | 1979 | 45 tours                            |
| L'important c'est d'aimer bien sa maman |                                         |                           |       | 1979 | album C'est bien fait               |
| Chaque Fois                             |                                         |                           |       | 1979 | album C'est bien fait               |
| Good bye Gene Vincent                   |                                         |                           |       | 1979 | album C'est bien fait               |
| C'est bien fait                         |                                         |                           |       | 1979 | album C'est bien fait'              |
| Petite Annonce                          |                                         |                           |       | 1979 | album C'est bien fait               |
| L'homme objet                           |                                         |                           |       | 1979 | album C'est bien fait               |
| D.I.V.O.R.C.É.                          |                                         |                           |       | 1979 | album C'est bien fait               |

### Les années 1980
- Nota : paroles Claude Moine (sauf indication contraire)
- Précision lorsqu'une chanson a été écrite en collaboration

| Titre                                                               | Paroles                                     | Durée | Date | Support |
| ------------------------------------------------------------------- | ------------------------------------------- | ----- | ---- | --- |
| Rien qu'un numéro                                                   |                                             |       | 1980 | 45 tours BOF Une semaine de vacances album Fan Album (1984) |
| Une semaine ailleurs                                                |                                             |       | 1980 | 45 tours BOF Une semaine de vacances album Fan Album (1984) |
| Happy birthday rock 'n' roll                                        |                                             |       | 1980 | album Happy Birthday |
| Y'a rien qui remplace un amour                                      |                                             |       | 1980 | album Happy Birthday |
| De ville en ville                                                   |                                             |       | 1980 | album Happy Birthday |
| Couleur menthe à l'eau                                              |                                             |       | 1980 | album Happy Birthday |
| J'vous dérange                                                      |                                             |       | 1980 | album Happy Birthday |
| Tu ne dois pas toucher                                              |                                             |       | 1980 | album Happy Birthday |
| Pauvre Baby Doll                                                    |                                             |       | 1981 | 45 tours |
| L'Alternance                                                        |                                             |       | 1981 | 45 tours |
| Le Cimetière des éléphants (version New York) (version Los Angeles) |                                             |       | 1982 | album Le Cimetière des éléphants |
| Je saurai encore t'aimer                                            |                                             |       | 1982 | album Le Cimetière des éléphants |
| J'ai déjà donné                                                     |                                             |       | 1982 | album Le Cimetière des éléphants |
| Mauvaises Vibrations                                                |                                             |       | 1982 | album Le Cimetière des éléphants |
| J'ai vendu mon âme au rock 'n' roll                                 |                                             |       | 1982 | album Le Cimetière des éléphants |
| Elle ne rentre pas ce soir                                          |                                             |       | 1982 | album Le Cimetière des éléphants |
| Change pas de look                                                  |                                             |       | 1982 | album Le Cimetière des éléphants |
| Tiens-toi                                                           |                                             |       | 1982 | album Le Cimetière des éléphants |
| L'amour est vraiment fort                                           |                                             |       | 1983 | 45 tours |
| Qu'est ce qu'on va faire quand on sera grand                        |                                             |       | 1983 | 45 tours |
| Comme quand j'étais môme                                            |                                             |       | 1984 | album Racines |
| Mon Clip préféré                                                    |                                             |       | 1984 | album Racines |
| Le Blues du blanc                                                   |                                             |       | 1984 | album Racines |
| L'idole chante au dessert                                           | Claude Moine, Boris Bergman                 |       | 1984 | album Racines |
| Rupture en VHS                                                      |                                             |       | 1984 | album Racines |
| Nashville ou Belleville                                             |                                             |       | 1984 | album Racines |
| Mes souvenirs, mes 16 ans                                           |                                             |       | 1984 | album Racines |
| Manque de toi                                                       |                                             |       | 1986 | album Eddy Paris Mitchell |
| Ku Klux Klan                                                        |                                             |       | 1986 | album Eddy Paris Mitchell |
| On se quitte                                                        |                                             |       | 1986 | album Eddy Paris Mitchell |
| Stresse                                                             |                                             |       | 1986 | album Eddy Paris Mitchell |
| Voter pour moi                                                      |                                             |       | 1986 | album Eddy Paris Mitchell |
| C'est magique                                                       |                                             |       | 1987 | album Mitchell |
| Soixante, soixante-deux                                             |                                             |       | 1987 | album Mitchell |
| M'man                                                               |                                             |       | 1987 | album Mitchell |
| Où est-elle                                                         |                                             |       | 1987 | album Mitchell |
| Quelqu'un qui m'aime                                                |                                             |       | 1987 | album Mitchell |
| Le Coup de grâce                                                    |                                             |       | 1987 | album Mitchell |
| Le Blues des villes                                                 | Claude Moine, Didier Barbelivien            |       | 1988 | album Curiosités 1963/1992 (chanson diffusée à l'origine sur une K7 2 titres tirée à 1 000 exemplaires à l'intention du fan-club) Sur la même musique, Eddy Mitchell écrit et enregistre le titre Tache d'huile (voir plus bas) |
| J'l'imagine                                                         | Claude Moine, Didier Barbelivien, D. Farima |       | 1988 | album Curiosités 1963/1992 (chanson diffusée à l'origine sur une K7 2 titres tirée à 1 000 exemplaires à l'intention du fan-club) Sur la même musique, Eddy Mitchell écrit et enregistre le titre Le baby blues (voir plus bas) |
| Lèche-bottes blues                                                  | Claude Moine, Boris Bergman                 |       | 1989 | album Ici Londres |
| Mon Cœur vinyle                                                     |                                             |       | 1989 | album Ici Londres |
| Under the rainbow                                                   | Claude Moine, Boris Bergman                 |       | 1989 | album Ici Londres |
| Me laisse pas tomber                                                | Claude Moine, Boris Bergman                 |       | 1989 | album Ici Londres |
| Du déjà vu                                                          | Claude Moine, Boris Bergman                 |       | 1989 | album Ici Londres |
| On m'a dit que                                                      |                                             |       | 1989 | album Ici Londres |
| Le Baby blues                                                       |                                             |       | 1989 | album Ici Londres |
| Tache d'huile                                                       | Claude Moine, Didier Barbelivien            |       | 1989 | album Ici Londres |
| Les Lionnes de mer                                                  | Claude Moine, Boris Bergman                 |       | 1989 | album Ici Londres |

### Les années 1990
- Nota : paroles Claude Moine

| Titre                                     | Durée     | Date | Support                                       |
| ----------------------------------------- | --------- | ---- | --------------------------------------------- |
| Y'a pas de mal à se faire du bien         |           | 1993 | album Rio Grande                              |
| Rio Grande                                |           | 1993 | album Rio Grande                              |
| Vigile                                    |           | 1993 | album Rio Grande                              |
| J'ai tous les plans                       |           | 1993 | album Rio Grande                              |
| Cœur solitaire                            |           | 1993 | album Rio Grande                              |
| J'm'en sortirai vivant                    |           | 1993 | album Rio Grande                              |
| J'me sens mieux quand j'me sens mal       |           | 1993 | album Rio Grande                              |
| 18 ans demain                             |           | 1993 | album Rio Grande                              |
| Promesses, promesses                      |           | 1993 | album Rio Grande                              |
| Te perdre                                 |           | 1993 | album Rio Grande                              |
| Un portrait de Norman Rockwell            |           | 1996 | album ‘’Mr. Eddy’’                            |
| Les Tuniques bleues et les Indiens        |           | 1996 | album Mr. Eddy                                |
| C'est bon d'être seul                     |           | 1996 | album Mr. Eddy                                |
| Harcelez-moi                              |           | 1996 | album Mr. Eddy                                |
| Garde du corps                            |           | 1996 | album Mr. Eddy                                |
| Ça fait désordre                          |           | 1996 | album Mr. Eddy                                |
| À travers elle, tu t'aimes                |           | 1996 | album Mr. Eddy                                |
| Celle qui t'as laissé tomber              |           | 1996 | album Mr. Eddy                                |
| Ce qui ne va pas chez toi                 |           | 1996 | album Mr. Eddy                                |
| Qu'est-ce qu'on allume, qu'on regarde pas |           | 1996 | album Mr. Eddy                                |
| J'ai des goûts simples                    |           | 1999 | album Les Nouvelles Aventures d'Eddy Mitchell |
| Golden boy (2 versions)                   | 4:02 3:58 | 1999 | album Les Nouvelles Aventures d'Eddy Mitchell |
| J'aime pas les gens heureux               |           | 1999 | album Les Nouvelles Aventures d'Eddy Mitchell |
| Mauvaise Option                           |           | 1999 | album Les Nouvelles Aventures d'Eddy Mitchell |
| Destination Terre                         |           | 1999 | album Les Nouvelles Aventures d'Eddy Mitchell |
| Ton Homme de paille                       |           | 1999 | album Les Nouvelles Aventures d'Eddy Mitchell |
| Décrocher les étoiles                     |           | 1999 | album Les Nouvelles Aventures d'Eddy Mitchell |
| Les Nuits de la pleine lune               |           | 1999 | album Les Nouvelles Aventures d'Eddy Mitchell |
| On va dire que c'est moi                  |           | 1999 | album Les Nouvelles Aventures d'Eddy Mitchell |
| Les Trois Singes                          |           | 1999 | album Les Nouvelles Aventures d'Eddy Mitchell |

### Les années 2000
- Nota : paroles Claude Moine

| Titre                                       | Durée | Date | Support           |
| ------------------------------------------- | ----- | ---- | ----------------- |
| J'aime les interdits                        |       | 2003 | album Frenchy     |
| Sur la route 66                             |       | 2003 | album Frenchy     |
| Faut faire avec moi                         |       | 2003 | album Frenchy     |
| Le monde est trop petit                     |       | 2003 | album Frenchy     |
| Y'a danger                                  |       | 2003 | album Frenchy     |
| Je chante pour ceux qui ont le blues        |       | 2003 | album Frenchy     |
| Reality Show                                |       | 2003 | album Frenchy     |
| C'est pas ta journée                        |       | 2003 | album Frenchy     |
| Cœur glacé                                  |       | 2003 | album Frenchy     |
| Ma Nouvelle Orléans                         |       | 2006 | album Jambalaya   |
| Comme la planète                            |       | 2006 | album Jambalaya   |
| Les Caresses                                |       | 2006 | album Jambalaya   |
| On veut des légendes (avec Johnny Hallyday) |       | 2006 | album Jambalaya   |
| L'Arche de Noé revisitée                    |       | 2006 | album Jambalaya   |
| Excusez votre honneur                       |       | 2006 | album Jambalaya   |
| Je ne t'en veux pas                         |       | 2006 | album Jambalaya   |
| La Dernière Séance (nouvelle version)       |       | 2009 | album Grand Écran |

### Les années 2010 - 2020
- Nota : Paroles Claude Moine

| Titre                        | Durée | Date | Support                       |
| ---------------------------- | ----- | ---- | ----------------------------- |
| Avoir 16 ans aujourd'hui     |       | 2010 | album Come Back               |
| Laisse le bon temps rouler   |       | 2010 | album Come Back               |
| Je suis vintage              |       | 2010 | album Come Back               |
| Tu fermes les yeux sur tout  |       | 2010 | album Come Back               |
| Un garçon facile             |       | 2010 | album Come Back               |
| Ça ressemble à du blues      |       | 2010 | album Come Back               |
| Surmonter la crise           |       | 2010 | album Come Back               |
| Pas besoin de ça             |       | 2010 | album Come Back               |
| L'Esprit rock 'n' roll       |       | 2010 | album Come Back               |
| Le Goût des larmes           | 4:04  | 2013 | album Héros                   |
| Les Vrais Héros              | 4:11  | 2013 | album Héros                   |
| Premier Printemps            | 3:49  | 2013 | album Héros                   |
| La Cour des grands           | 3:24  | 2013 | album Héros                   |
| J'veux qu'on m'aime          | 4:58  | 2013 | album Héros                   |
| T'es pas doué pour l'amour   | 6:01  | 2013 | album Héros                   |
| Il faut vivre vite           | 3:33  | 2015 | album Big Band                |
| Tu ressembles à hier         | 4:54  | 2015 | album Big Band                |
| Quelque chose a changé       | 3:59  | 2015 | album Big Band                |
| Un rêve américain            | 4:08  | 2015 | album Big Band                |
| Si j'étais vous              | 3:19  | 2015 | album Big Band                |
| Je n'ai pas d'amis           | 4:34  | 2015 | album Big Band                |
| Avec des mots d'amour        | 4:19  | 2015 | album Big Band                |
| Journaliste et Critique      | 4:17  | 2015 | album Big Band                |
| La Même Tribu                | 3:46  | 2017 | album La Même Tribu, volume 1 |
| La Même Tribu (2ème version) | 3:30  | 2018 | album La Même Tribu, volume 2 |
| Un petit peu d'amour         | 4'17  | 2021 | album Country Rock            |
| Né dans le ghetto            | 4'14  | 2021 | album Country Rock            |
| Icône oubliée                | 4'26  | 2021 | album Country Rock            |
| Que viva Las Vegas           | 3'18  | 2021 | album Country Rock            |
| Roulette russe               | 3'28  | 2021 | album Country Rock            |
| Les Blessures d'amour        | 4'01  | 2021 | album Country Rock            |
| Je suis comme toi            | 3'28  | 2021 | album Country Rock            |